# Clément Deflandre
Clément Deflandre (* 14. Dezember 1997) ist ein belgischer Leichtathlet, der im Langstrecken- und Hindernislauf an den Start geht.

## Sportliche Laufbahn
Erste internationale Erfahrungen sammelte Clément Deflandre bei den Crosslauf-Europameisterschaften 2018 in Tilburg, bei denen er nach 24:43 min auf den 25. Platz im U23-Rennen gelangte. Im Jahr darauf belegte er bei den U23-Europameisterschaften in Gävle in 8:52,46 min den neunten Platz über 3000 m Hindernis und im Dezember erreichte er bei den Crosslauf-Europameisterschaften in Lissabon nach 26:06 min den 50. Platz im U23-Rennen. 2023 wurde er bei der 1. Liga der Team-Europameisterschaft im Rahmen der Europaspiele in Chorzów in 8:36,23 min Achter im Hindernislauf. Im Jahr darauf kam er bei den Europameisterschaften in Rom in der Vorrunde über 3000 m Hindernis nicht ins Ziel und bei den Straßenlauf-Europameisterschaften 2025 in Löwen wurde er  nach 28:39 min 19. im 10-km-Straßenlauf und sicherte sich dort in der Teamwertung die Bronzemedaille hinter den Teams aus Frankreich und Spanien.
In den Jahren 2018, 2020 und 2023 wurde Deflandre belgischer Meister im 3000-Meter-Hindernislauf.

## Persönliche Bestleistungen
- 5000 Meter: 13:52,21 min, 20. Mai 2023 in Karlsruhe
- 10.000 Meter: 29:15,02 min, 5. Juni 2021 in Birmingham
- 10-km-Straßenlauf: 28:17 min, 12. Januar 2025 in Valencia
- Halbmarathon: 1:03:42 h, 10. März 2024 in Gentbrugge
- 2000 m Hindernis: 5:35,35 min, 21. Mai 2021 in Dessau-Roßlau
- 3000 m Hindernis: 8:24,27 min, 10. September 2023 in Zagreb